# Silvio Heinevetter
Silvio Heinevetter, né le 21 octobre 1984 à Bad Langensalza, est un handballeur international allemand évoluant au poste de gardien de but.

## Vie privée
Depuis 2009, il partage sa vie avec l'actrice allemande Simone Thomalla, de 19 ans son ainée.

## Résultats

### En équipe nationale
Jeux olympiques
- Médaille de bronze aux Jeux olympiques de 2016 au Brésil

Championnats du monde
- 5e place au Championnat du monde 2009
- 5e place au Championnat du monde 2013
- 7e place au Championnat du monde 2015
- 9e place au Championnat du monde 2017
- 4e place au Championnat du monde 2019
- 12e place au Championnat du monde 2021

Championnat d'Europe
- 7e place au Championnat d'Europe 2012
- 9e place au Championnat d'Europe 2018

### En club
Compétitions internationales
- Coupe de l'EHF
  - Vainqueur (3) : 2007, 2015, 2018
  - Finaliste en 2017, 2019
- Vainqueur de la Coupe du monde des clubs (2) : 2015, 2016

Compétitions nationales
- Vainqueur de la Coupe d'Allemagne (1) : 2014
- Troisième du Championnat d'Allemagne en 2011, 2012, 2018